# Divizia A 1990-1991
Sezonul 1990-1991 al Diviziei A a fost cea de-a 73-a ediție a Campionatului de Fotbal al României, și a 53-a de la introducerea sistemului divizionar. A început pe 12 august 1990 și s-a terminat pe 23 iunie 1991, fiind primul sezon întreg desfășurat după căderea comunismului în România. Echipa Universitatea Craiova a devenit campioană pentru a patra oară în istoria sa.

## Stadioane
| Steaua București   | Universitatea Craiova | Rapid București | Progresul Brăila   |
| ------------------ | --- | --- | ------------------ |
| Steaua             | Central | Rapid-Giulești | Municipal (Brăila) |
| Capacitate: 32.000 | Capacitate: 37.000 | Capacitate: 19.100 | Capacitate: 30.000 |
|                    | | |                    |
| Dinamo București   | Politehnica Timișoara | Argeș Pitești | Petrolul Ploiești  |
| Dinamo             | Politehnica | Municipal (Argeș) | Ilie Oană          |
| Capacitate: 15.032 | Capacitate: 40.000 | Capacitate: 17.500 | Capacitate: 20.000 |
|                    | | |                    |
| Jiul Petroșani     | JiulBrăilaBacăuPolitehnicaPetrolulFarulUniversitateaGloriaInterUniversitateaArgeșOradeaBrașovCorvinulBucureștiEchipele din București: · Dinamo · Rapid · Sportul · SteauaDivizia A 1990-1991 (România) DinamoRapidSteauaSportul Locația echipelor din București. | JiulBrăilaBacăuPolitehnicaPetrolulFarulUniversitateaGloriaInterUniversitateaArgeșOradeaBrașovCorvinulBucureștiEchipele din București: · Dinamo · Rapid · Sportul · SteauaDivizia A 1990-1991 (România) DinamoRapidSteauaSportul Locația echipelor din București. | Universitatea Cluj |
| Jiul               | JiulBrăilaBacăuPolitehnicaPetrolulFarulUniversitateaGloriaInterUniversitateaArgeșOradeaBrașovCorvinulBucureștiEchipele din București: · Dinamo · Rapid · Sportul · SteauaDivizia A 1990-1991 (România) DinamoRapidSteauaSportul Locația echipelor din București. | JiulBrăilaBacăuPolitehnicaPetrolulFarulUniversitateaGloriaInterUniversitateaArgeșOradeaBrașovCorvinulBucureștiEchipele din București: · Dinamo · Rapid · Sportul · SteauaDivizia A 1990-1991 (România) DinamoRapidSteauaSportul Locația echipelor din București. | Ion Moina          |
| Capacitate: 30.000 | JiulBrăilaBacăuPolitehnicaPetrolulFarulUniversitateaGloriaInterUniversitateaArgeșOradeaBrașovCorvinulBucureștiEchipele din București: · Dinamo · Rapid · Sportul · SteauaDivizia A 1990-1991 (România) DinamoRapidSteauaSportul Locația echipelor din București. | JiulBrăilaBacăuPolitehnicaPetrolulFarulUniversitateaGloriaInterUniversitateaArgeșOradeaBrașovCorvinulBucureștiEchipele din București: · Dinamo · Rapid · Sportul · SteauaDivizia A 1990-1991 (România) DinamoRapidSteauaSportul Locația echipelor din București. | Capacitate: 28.000 |
|                    | JiulBrăilaBacăuPolitehnicaPetrolulFarulUniversitateaGloriaInterUniversitateaArgeșOradeaBrașovCorvinulBucureștiEchipele din București: · Dinamo · Rapid · Sportul · SteauaDivizia A 1990-1991 (România) DinamoRapidSteauaSportul Locația echipelor din București. | JiulBrăilaBacăuPolitehnicaPetrolulFarulUniversitateaGloriaInterUniversitateaArgeșOradeaBrașovCorvinulBucureștiEchipele din București: · Dinamo · Rapid · Sportul · SteauaDivizia A 1990-1991 (România) DinamoRapidSteauaSportul Locația echipelor din București. |                    |
| Farul Constanța    | JiulBrăilaBacăuPolitehnicaPetrolulFarulUniversitateaGloriaInterUniversitateaArgeșOradeaBrașovCorvinulBucureștiEchipele din București: · Dinamo · Rapid · Sportul · SteauaDivizia A 1990-1991 (România) DinamoRapidSteauaSportul Locația echipelor din București. | JiulBrăilaBacăuPolitehnicaPetrolulFarulUniversitateaGloriaInterUniversitateaArgeșOradeaBrașovCorvinulBucureștiEchipele din București: · Dinamo · Rapid · Sportul · SteauaDivizia A 1990-1991 (România) DinamoRapidSteauaSportul Locația echipelor din București. | Sportul Studențesc |
| Farul              | JiulBrăilaBacăuPolitehnicaPetrolulFarulUniversitateaGloriaInterUniversitateaArgeșOradeaBrașovCorvinulBucureștiEchipele din București: · Dinamo · Rapid · Sportul · SteauaDivizia A 1990-1991 (România) DinamoRapidSteauaSportul Locația echipelor din București. | JiulBrăilaBacăuPolitehnicaPetrolulFarulUniversitateaGloriaInterUniversitateaArgeșOradeaBrașovCorvinulBucureștiEchipele din București: · Dinamo · Rapid · Sportul · SteauaDivizia A 1990-1991 (România) DinamoRapidSteauaSportul Locația echipelor din București. | Regie              |
| Capacitate: 15.520 | JiulBrăilaBacăuPolitehnicaPetrolulFarulUniversitateaGloriaInterUniversitateaArgeșOradeaBrașovCorvinulBucureștiEchipele din București: · Dinamo · Rapid · Sportul · SteauaDivizia A 1990-1991 (România) DinamoRapidSteauaSportul Locația echipelor din București. | JiulBrăilaBacăuPolitehnicaPetrolulFarulUniversitateaGloriaInterUniversitateaArgeșOradeaBrașovCorvinulBucureștiEchipele din București: · Dinamo · Rapid · Sportul · SteauaDivizia A 1990-1991 (România) DinamoRapidSteauaSportul Locația echipelor din București. | Capacitate: 15.000 |
|                    | JiulBrăilaBacăuPolitehnicaPetrolulFarulUniversitateaGloriaInterUniversitateaArgeșOradeaBrașovCorvinulBucureștiEchipele din București: · Dinamo · Rapid · Sportul · SteauaDivizia A 1990-1991 (România) DinamoRapidSteauaSportul Locația echipelor din București. | JiulBrăilaBacăuPolitehnicaPetrolulFarulUniversitateaGloriaInterUniversitateaArgeșOradeaBrașovCorvinulBucureștiEchipele din București: · Dinamo · Rapid · Sportul · SteauaDivizia A 1990-1991 (România) DinamoRapidSteauaSportul Locația echipelor din București. |                    |
| Selena Bacău       | JiulBrăilaBacăuPolitehnicaPetrolulFarulUniversitateaGloriaInterUniversitateaArgeșOradeaBrașovCorvinulBucureștiEchipele din București: · Dinamo · Rapid · Sportul · SteauaDivizia A 1990-1991 (România) DinamoRapidSteauaSportul Locația echipelor din București. | JiulBrăilaBacăuPolitehnicaPetrolulFarulUniversitateaGloriaInterUniversitateaArgeșOradeaBrașovCorvinulBucureștiEchipele din București: · Dinamo · Rapid · Sportul · SteauaDivizia A 1990-1991 (România) DinamoRapidSteauaSportul Locația echipelor din București. | FCM Brașov         |
| Municipal          | JiulBrăilaBacăuPolitehnicaPetrolulFarulUniversitateaGloriaInterUniversitateaArgeșOradeaBrașovCorvinulBucureștiEchipele din București: · Dinamo · Rapid · Sportul · SteauaDivizia A 1990-1991 (România) DinamoRapidSteauaSportul Locația echipelor din București. | JiulBrăilaBacăuPolitehnicaPetrolulFarulUniversitateaGloriaInterUniversitateaArgeșOradeaBrașovCorvinulBucureștiEchipele din București: · Dinamo · Rapid · Sportul · SteauaDivizia A 1990-1991 (România) DinamoRapidSteauaSportul Locația echipelor din București. | Tineretului        |
| Capacitate: 17.500 | JiulBrăilaBacăuPolitehnicaPetrolulFarulUniversitateaGloriaInterUniversitateaArgeșOradeaBrașovCorvinulBucureștiEchipele din București: · Dinamo · Rapid · Sportul · SteauaDivizia A 1990-1991 (România) DinamoRapidSteauaSportul Locația echipelor din București. | JiulBrăilaBacăuPolitehnicaPetrolulFarulUniversitateaGloriaInterUniversitateaArgeșOradeaBrașovCorvinulBucureștiEchipele din București: · Dinamo · Rapid · Sportul · SteauaDivizia A 1990-1991 (România) DinamoRapidSteauaSportul Locația echipelor din București. | Capacitate: 10.000 |
|                    | JiulBrăilaBacăuPolitehnicaPetrolulFarulUniversitateaGloriaInterUniversitateaArgeșOradeaBrașovCorvinulBucureștiEchipele din București: · Dinamo · Rapid · Sportul · SteauaDivizia A 1990-1991 (România) DinamoRapidSteauaSportul Locația echipelor din București. | JiulBrăilaBacăuPolitehnicaPetrolulFarulUniversitateaGloriaInterUniversitateaArgeșOradeaBrașovCorvinulBucureștiEchipele din București: · Dinamo · Rapid · Sportul · SteauaDivizia A 1990-1991 (România) DinamoRapidSteauaSportul Locația echipelor din București. |                    |
| Gloria Bistrița    | Bihor Oradea | Inter Sibiu | Corvinul Hunedoara |
| Gloria             | Municipal | Inter | Corvinul           |
| Capacitate: 7.800  | Capacitate: 22.500 | Capacitate: 14.200 | Capacitate: 17.500 |
|                    | | |                    |

## Clasament
| Loc | Echipă                    | Pct. | MJ | V  | E  | Î  | GM | GP | DG  | Calificare sau retrogradare          |
| --- | ------------------------- | ---- | -- | -- | -- | -- | -- | -- | --- | ------------------------------------ |
| 1.  | Universitatea Craiova (C) | 50   | 34 | 22 | 6  | 6  | 74 | 26 | +48 | Cupa Campionilor 1991-92 Prima rundă |
| 2.  | Steaua București          | 50   | 34 | 20 | 10 | 4  | 67 | 28 | +39 | Cupa UEFA 1991-92 Prima rundă        |
| 3.  | Dinamo București          | 43   | 34 | 16 | 11 | 7  | 54 | 27 | +27 | Cupa UEFA 1991-92 Prima rundă        |
| 4.  | Inter Sibiu               | 38   | 34 | 18 | 2  | 14 | 56 | 46 | +10 |                                      |
| 5.  | Gloria Bistrița           | 37   | 34 | 15 | 7  | 12 | 51 | 38 | +13 |                                      |
| 6.  | Politehnica Timișoara     | 35   | 34 | 14 | 7  | 13 | 45 | 45 | 0   |                                      |
| 7.  | Petrolul Ploiești         | 35   | 34 | 15 | 5  | 14 | 48 | 49 | −1  |                                      |
| 8.  | Argeș Pitești             | 34   | 34 | 13 | 8  | 13 | 49 | 42 | +7  |                                      |
| 9.  | FCM Brașov                | 34   | 34 | 14 | 6  | 14 | 47 | 45 | +2  |                                      |
| 10. | Farul                     | 34   | 34 | 12 | 10 | 12 | 40 | 40 | 0   |                                      |
| 11. | Rapid București           | 32   | 34 | 13 | 6  | 15 | 44 | 45 | −1  | Cupa Intertoto 1991                  |
| 12. | Sportul Studențesc        | 32   | 34 | 10 | 12 | 12 | 45 | 53 | −8  | Cupa Intertoto 1991                  |
| 13. | Dacia Unirea Brăila       | 31   | 34 | 13 | 5  | 16 | 33 | 49 | −16 |                                      |
| 14. | Corvinul                  | 30   | 34 | 15 | 2  | 17 | 47 | 62 | −15 |                                      |
| 15. | Selena Bacău              | 29   | 34 | 11 | 7  | 16 | 32 | 42 | −10 | Cupa Cupelor 1991-92 Prima rundă     |
| 16. | Jiul Petroșani (R)        | 28   | 34 | 11 | 6  | 17 | 46 | 65 | −19 | Retrogradare în Divizia B 1991-1992  |
| 17. | FC Bihor (R)              | 18   | 34 | 7  | 8  | 19 | 40 | 75 | −35 | Retrogradare în Divizia B 1991-1992  |
| 18. | Universitatea Cluj (R)    | 16   | 34 | 5  | 6  | 23 | 26 | 67 | −41 | Retrogradare în Divizia B 1991-1992  |

1. ↑  Corvinul a fost penalizată cu 2 puncte pentru aranjarea unui meci.
2. ↑  Bihor a fost penalizată cu 4 puncte pentru aranjarea unui meci.

### Pozițiile pe etapă
| Etapă/ Echipă                | 1                  | 2  | 3  | 4  | 5  | 6  | 7  | 8  | 9  | 10 | 11 | 12 | 13 | 14 | 15 | 16 | 17 | 18 | 19 | 20 | 21 | 22 | 23 | 24 | 25 | 26 | 27 | 28 | 29 | 30 | 31 | 32 | 33 | 34 |    |
| ---------------------------- | ------------------ | -- | -- | -- | -- | -- | -- | -- | -- | -- | -- | -- | -- | -- | -- | -- | -- | -- | -- | -- | -- | -- | -- | -- | -- | -- | -- | -- | -- | -- | -- | -- | -- | -- | -- |
| Etapă/ Echipă                | Corvinul Hunedoara | 1  | 1  | 6  | 4  | 8  | 6  | 9  | 5  | 8  | 7  | 9  | 6  | 7  | 8  | 7  | 9  | 7  | 7  | 8  | 8  | 9  | 7  | 10 | 9  | 9  | 7  | 8  | 6  | 8  | 12 | 9  | 12 | 12 | 14 |
| Dacia Unirea Brăila          | 13                 | 18 | 18 | 17 | 17 | 17 | 17 | 16 | 17 | 16 | 16 | 16 | 16 | 15 | 16 | 15 | 15 | 15 | 15 | 15 | 15 | 14 | 15 | 14 | 14 | 14 | 14 | 14 | 14 | 14 | 14 | 14 | 14 | 13 |    |
| Dinamo București             | 3                  | 6  | 5  | 3  | 2  | 5  | 3  | 2  | 1  | 3  | 4  | 4  | 3  | 3  | 3  | 3  | 2  | 3  | 3  | 3  | 3  | 3  | 2  | 3  | 3  | 3  | 3  | 3  | 3  | 3  | 3  | 3  | 3  | 3  |    |
| Argeș Pitești                | 9                  | 4  | 10 | 8  | 12 | 10 | 11 | 8  | 7  | 9  | 8  | 10 | 8  | 11 | 9  | 11 | 9  | 8  | 7  | 6  | 8  | 9  | 8  | 6  | 5  | 6  | 6  | 10 | 6  | 9  | 8  | 10 | 8  | 8  |    |
| Bacău                        | 15                 | 15 | 11 | 13 | 11 | 12 | 10 | 12 | 10 | 11 | 10 | 11 | 14 | 14 | 13 | 13 | 13 | 12 | 13 | 14 | 14 | 15 | 14 | 15 | 15 | 15 | 15 | 15 | 15 | 15 | 15 | 15 | 15 | 15 |    |
| Bihor Oradea                 | 17                 | 17 | 17 | 18 | 18 | 18 | 18 | 18 | 18 | 18 | 18 | 18 | 17 | 18 | 18 | 17 | 17 | 17 | 17 | 17 | 17 | 17 | 18 | 17 | 17 | 17 | 17 | 17 | 17 | 17 | 17 | 17 | 17 | 17 |    |
| Brașov                       | 2                  | 8  | 3  | 9  | 10 | 7  | 5  | 6  | 9  | 8  | 7  | 7  | 9  | 7  | 10 | 8  | 11 | 13 | 11 | 12 | 12 | 13 | 12 | 12 | 12 | 8  | 11 | 7  | 9  | 10 | 12 | 9  | 10 | 9  |    |
| Farul Constanța              | 5                  | 9  | 4  | 10 | 5  | 8  | 8  | 7  | 5  | 6  | 6  | 8  | 6  | 5  | 6  | 6  | 5  | 5  | 5  | 7  | 5  | 6  | 5  | 7  | 7  | 10 | 7  | 11 | 11 | 7  | 10 | 7  | 9  | 10 |    |
| Gloria Bistrița              | 10                 | 13 | 9  | 12 | 13 | 15 | 14 | 14 | 12 | 13 | 11 | 9  | 12 | 10 | 12 | 10 | 10 | 11 | 10 | 11 | 11 | 11 | 11 | 11 | 11 | 13 | 10 | 8  | 7  | 6  | 7  | 5  | 5  | 5  |    |
| Inter Sibiu                  | 18                 | 11 | 7  | 5  | 3  | 2  | 4  | 3  | 4  | 4  | 1  | 3  | 4  | 6  | 5  | 5  | 6  | 6  | 6  | 5  | 7  | 5  | 7  | 5  | 6  | 5  | 4  | 4  | 4  | 4  | 4  | 4  | 4  | 4  |    |
| Jiul Petroșani               | 11                 | 7  | 13 | 15 | 15 | 14 | 13 | 15 | 14 | 14 | 13 | 15 | 15 | 16 | 15 | 16 | 16 | 16 | 16 | 16 | 16 | 16 | 16 | 16 | 16 | 16 | 16 | 16 | 16 | 16 | 16 | 16 | 16 | 16 |    |
| Petrolul Ploiești            | 16                 | 10 | 15 | 14 | 14 | 13 | 15 | 13 | 13 | 10 | 12 | 13 | 10 | 13 | 11 | 12 | 12 | 9  | 12 | 10 | 10 | 10 | 9  | 8  | 8  | 9  | 12 | 13 | 13 | 8  | 6  | 8  | 7  | 7  |    |
| Politehnica Timișoara        | 14                 | 12 | 14 | 11 | 7  | 9  | 6  | 9  | 6  | 5  | 5  | 5  | 5  | 4  | 4  | 4  | 4  | 4  | 4  | 4  | 4  | 4  | 4  | 4  | 4  | 4  | 5  | 5  | 5  | 5  | 5  | 6  | 6  | 6  |    |
| Rapid București              | 4                  | 5  | 2  | 6  | 9  | 11 | 12 | 11 | 15 | 15 | 14 | 14 | 11 | 9  | 8  | 7  | 8  | 10 | 9  | 9  | 6  | 8  | 6  | 10 | 10 | 12 | 9  | 12 | 10 | 13 | 11 | 13 | 13 | 11 |    |
| Sportul Studențesc București | 6                  | 2  | 8  | 2  | 4  | 4  | 7  | 10 | 11 | 12 | 15 | 12 | 13 | 12 | 14 | 14 | 14 | 14 | 14 | 13 | 13 | 12 | 13 | 13 | 13 | 11 | 13 | 9  | 12 | 11 | 13 | 11 | 11 | 12 |    |
| Steaua București             | 7                  | 3  | 1  | 1  | 1  | 1  | 1  | 1  | 2  | 1  | 2  | 1  | 2  | 2  | 1  | 2  | 3  | 1  | 2  | 2  | 2  | 2  | 3  | 2  | 2  | 2  | 2  | 2  | 2  | 2  | 2  | 2  | 2  | 2  |    |
| Universitatea Cluj           | 12                 | 16 | 16 | 16 | 16 | 16 | 16 | 17 | 16 | 17 | 17 | 17 | 18 | 17 | 17 | 18 | 18 | 18 | 18 | 18 | 18 | 18 | 17 | 18 | 18 | 18 | 18 | 18 | 18 | 18 | 18 | 18 | 18 | 18 |    |
| Universitatea Craiova        | 8                  | 14 | 12 | 7  | 6  | 3  | 2  | 4  | 3  | 2  | 3  | 2  | 1  | 1  | 2  | 1  | 1  | 2  | 1  | 1  | 1  | 1  | 1  | 1  | 1  | 1  | 1  | 1  | 1  | 1  | 1  | 1  | 1  | 1  |    |

| Câștigătorii Diviziei A, ediția 1990/1991  |
| ------------------------------------------ |
| \| Universitatea Craiova Al patrulea titlu |

## Rezultate
| Oaspeți ► Gazde ▼                          | COR | PBR | DIN | ARG | BAC | BHO | BRA | FAR | GBI | INT | JIU | PET | POL | RAP | SPO | STE | UCL | UCR |
| ------------------------------------------ | --- | --- | --- | --- | --- | --- | --- | --- | --- | --- | --- | --- | --- | --- | --- | --- | --- | --- |
| Corvinul Hunedoara                         |     | 2–1 | 2–1 | 5–1 | 3–1 | 3–2 | 1–0 | 1–0 | 1–0 | 2–1 | 3–2 | 0–1 | 1–0 | 2–0 | 7–0 | 0–0 | 1–0 | 0–2 |
| Progresul Brăila                           | 3–0 |     | 2–1 | 2–1 | 1–0 | 3–2 | 1–3 | 2–1 | 1–0 | 2–0 | 4–1 | 1–0 | 0–1 | 1–0 | 0–1 | 1–1 | 3–1 | 0–1 |
| Dinamo București                           | 2–0 | 0–0 |     | 2–0 | 2–1 | 5–0 | 4–0 | 4–0 | 2–1 | 2–1 | 2–0 | 3–1 | 0–0 | 1–0 | 0–0 | 1–0 | 7–2 | 1–1 |
| Argeș Pitești                              | 2–1 | 4–0 | 1–1 |     | 1–0 | 4–1 | 3–0 | 3–1 | 2–0 | 0–1 | 5–1 | 1–1 | 2–0 | 2–1 | 3–1 | 1–1 | 3–0 | 2–0 |
| Bacău                                      | 2–0 | 2–1 | 0–0 | 1–1 |     | 0–1 | 1–0 | 0–0 | 1–0 | 3–1 | 2–0 | 2–0 | 0–0 | 2–1 | 3–1 | 0–0 | 2–1 | 1–0 |
| Bihor Oradea                               | 0–3 | 0–0 | 2–2 | 2–1 | 4–1 |     | 1–1 | 0–0 | 1–1 | 3–1 | 1–3 | 2–2 | 0–1 | 3–2 | 2–2 | 1–3 | 3–1 | 0–2 |
| Brașov                                     | 2–0 | 3–0 | 1–1 | 1–0 | 2–0 | 2–1 |     | 4–0 | 2–1 | 3–0 | 4–1 | 1–0 | 4–1 | 1–1 | 3–0 | 1–1 | 2–1 | 1–1 |
| Farul Constanța                            | 3–0 | 3–1 | 0–0 | 3–1 | 0–0 | 3–1 | 0–0 |     | 1–1 | 2–0 | 0–0 | 3–0 | 1–0 | 2–1 | 2–1 | 0–0 | 1–0 | 1–2 |
| Gloria Bistrița                            | 4–1 | 1–0 | 1–1 | 0–0 | 2–1 | 3–1 | 3–2 | 2–0 |     | 1–0 | 5–0 | 2–1 | 3–2 | 5–0 | 0–0 | 1–2 | 2–1 | 1–0 |
| Inter Sibiu                                | 5–2 | 4–0 | 2–0 | 3–1 | 2–0 | 2–3 | 2–0 | 2–1 | 2–1 |     | 3–2 | 4–2 | 3–0 | 1–0 | 0–0 | 1–2 | 2–0 | 3–0 |
| Jiul Petroșani                             | 2–0 | 3–1 | 1–2 | 2–2 | 2–1 | 1–0 | 4–0 | 1–0 | 1–3 | 2–1 |     | 3–1 | 1–1 | 1–2 | 3–1 | 1–1 | 3–0 | 0–1 |
| Petrolul Ploiești                          | 4–1 | 1–1 | 2–0 | 1–1 | 2–0 | 2–0 | 2–1 | 1–0 | 1–0 | 1–2 | 3–2 |     | 6–2 | 1–0 | 4–1 | 2–1 | 1–1 | 1–0 |
| Politehnica Timișoara                      | 2–1 | 3–0 | 3–1 | 2–0 | 1–0 | 2–2 | 2–0 | 2–4 | 1–1 | 2–1 | 1–0 | 3–0 |     | 2–2 | 0–0 | 3–2 | 4–0 | 0–2 |
| Rapid București                            | 2–0 | 1–0 | 0–0 | 1–0 | 3–1 | 4–0 | 2–1 | 2–0 | 1–0 | 0–1 | 6–1 | 2–1 | 2–1 |     | 2–2 | 0–2 | 3–0 | 1–4 |
| Sportul Studențesc București               | 1–1 | 0–0 | 1–3 | 1–0 | 3–1 | 2–0 | 1–0 | 2–2 | 4–1 | 1–1 | 3–0 | 3–0 | 0–2 | 4–1 |     | 1–2 | 3–1 | 2–2 |
| Steaua București                           | 6–2 | 6–0 | 1–0 | 2–1 | 2–0 | 4–0 | 4–1 | 4–1 | 0–0 | 3–1 | 5–1 | 2–1 | 2–1 | 0–0 | 3–1 |     | 3–1 | 1–0 |
| Universitatea Cluj                         | 2–0 | 0–1 | 0–3 | 0–0 | 2–2 | 5–1 | 2–1 | 0–3 | 0–3 | 0–2 | 0–0 | 1–2 | 1–0 | 0–0 | 1–1 | 2–0 |     | 0–1 |
| Universitatea Craiova                      | 8–1 | 2–0 | 1–0 | 4–0 | 3–1 | 4–0 | 3–0 | 2–2 | 5–2 | 5–1 | 1–1 | 3–0 | 3–0 | 3–1 | 3–1 | 1–1 | 4–0 |     |
| Câștigă gazdele; Remiză; Câștigă oaspeții. |     |     |     |     |     |     |     |     |     |     |     |     |     |     |     |     |     |     |

## Golgheteri
- Ovidiu Hanganu - Corvinul Hunedoara - 24
- Gabor Gerstenmajer - FC Brașov - 15
- Dan Petrescu - Steaua București - 13
- Emil Săndoi - Universitatea Craiova - 13
- Adrian Pigulea - Universitatea Craiova - 12
- Daniel Iftodi - Gloria Bistrița - 11
- Costel Lazăr - Petrolul Ploiești - 11
- Lucian Burchel - Inter Sibiu - 11
- Pavel Badea - Universitatea Craiova - 10
- Ion Timofte - Politehnica Timișoara - 10
- Florin Constantinovici - Rapid București - 9
- Marian Pană - Argeș Pitești - 9
- Marian Popa - Steaua București - 9
- Ioan Marcu - Dinamo București - 8
- Ion Craiu - Jiu Petroșani - 6
- Ilie Dumitrescu - Steaua București - 6
- Eugen Neagoe - Universitatea Craiova - 5
- Dorin Mateuț - Dinamo București - 5
- Marius Cheregi - Dinamo București - 5